# Walther Graef (1875-1939)
Ne pas confondre avec l'homme politique Walther Graef (1873-1937).
Pour les articles homonymes, voir Graef.
Walther Karl Theodor Graef, né le 27 juillet 1875 à Bertikow, et mort en 1939, est un éditeur et homme politique prussien (Parti conservateur allemand, DNVP).

## Biographie
Walther Graef, né le 27 juillet 1875 à Bertikow, est le fils d'un propriétaire de manoir. Après avoir fréquenté le lycée de Prenzlau, il effectue d'abord un apprentissage commercial dans une entreprise de vente en gros de Szczecin. Il étudie ensuite les sciences politiques aux universités de Heidelberg et de Berlin. Pendant ses études, il devient membre de l'Association d'étudiants allemands (de) à Heidelberg. De 1899 à 1909, il travaille comme rédacteur à Hambourg, Prenzlau et Anklam. En 1910, il prend la direction d'une imprimerie et d'une maison d'édition de journaux à Anklam, et en 1917, celle d'une maison d'édition de journaux à Ueckermünde. Il est également membre du conseil d'administration de l'Association des éditeurs de journaux allemands.
Pour le Parti conservateur allemand, Graef est membre de la Chambre des représentants de Prusse de 1913 à 1918 en tant que député de la circonscription de Stettin 1 (Demmin - Anklam - Usedom). En 1917 et 1918, il est secrétaire de la Chambre des députés. Après la révolution de novembre, il rejoint le DNVP. De 1919 à 1921, il est membre de l'Assemblée d'État de Prusse et de 1921 à 1932, membre du Parlement prussien. Il y est vice-président de la faction DNVP, qu'il quitte le 23 janvier 1932. Il reste non-inscrit jusqu'à son départ du Parlement.